# 阿特廷格阿尔
阿特廷格阿尔（Attingal），是印度喀拉拉邦Thiruvananthapuram县的一个城镇。总人口35648（2001年）。

## 人口
该地2001年总人口35648人，其中男性16684人，女性18964人；0—6岁人口3839人，其中男1964人，女1875人；识字率84.45%，其中男性为85.78%，女性为83.29%。